# Jupilles
Jupilles är en kommun i departementet Sarthe i regionen Pays de la Loire i nordvästra Frankrike. Kommunen ligger i kantonen Château-du-Loir som tillhör arrondissementet La Flèche. År 2022 hade Jupilles 552 invånare.

## Befolkningsutveckling
Antalet invånare i kommunen Jupilles
| Referens: INSEE |